# Gudel
Gudel (en népalais : गुदेल) est un comité de développement villageois du Népal situé dans le district de Solukhumbu. Au recensement de 2011, il comptait 4 244 habitants.